# دانه‌خوار دمگاه‌زرد حبشی
دانه‌خوار دمگاه‌زرد حبشی (نام علمی: Serinus xanthopygius) نام یک گونه از سرده سهره دمگاه‌زرد است.